# زهرة الصبار (فلم 2017)
زهرة الصبار فيلم مصري مستقل إنتاج 2017 من إخراج هالة القوصي، يحكي قصة ثلاثة غرباء تجمعهم الظروف عندما يفقدون كل شيء في لحظة. الفيلم قصة وإخراج هالة القوصي وتصوير عبد السلام موسى، وبطولة منحة البطراوي وسلمى سامي ومروان العزب وزكي فطين وأحمد الحميري.
تم العرض الأول للفيلم في مهرجان روتردام السينمائي وترشح لجائزتين وعرض في مهرجان أفلام من الجنوب بالنرويج. ترشّح الفيلم في مسابقة المهر الطويل في مهرجان دبي السينمائي 2017. وحصدت الممثلة منحة البطراوي جائزة أفضل ممثلة في مهرجان دبي السينمائي.

## قصة الفيلم
عايدة (33 سنة) ممثلة صاعدة من خلفية قروية، تجد نفسها بين ليلة وضحاها مطرودةً من منزلها إلى شوارع القاهرة مع جارتها سميحة (70 سنة) البرجوازية المنطوية بدون مال أو مكان يلجئون إليه، وبمساعدة الشاب ياسين (21 عامًا) يبدأ الثلاثة رحلة للبحث عن مأوى. وبين الأحداث العادية والكارثية أحيانًا التي يتعرضون لها في رحلتهم، يتحرك الأبطال في رحلة موازية لاكتشاف الذات. وتنمو بينهم صداقة فوق العادة مثل زهرة رقيقة تتفتح من بطن صبارة شائكة.

## طاقم التمثيل
- منحة البطراوي: سميحة
- سلمى سامي: عايدة
- مروان العزب: ياسين
- زكي فطين عبد الوهاب: مراد حلمي
- عارفة عبد الرسول: والدة عايدة
- فرح يوسف: هند
- أحمد الحميري: عبد الحكيم

## وصلات خارجية
- مقالات تستعمل روابط فنية بلا صلة مع ويكي بيانات
- IMDB
- الإعلان التشويقي للفيلم